# Alvarado (Teksas)
Alvarado je grad u američkoj saveznoj državi Teksas. Prema popisu stanovništva iz 2010. u njemu je živjelo 3.785 stanovnika.